# Aéroport international de Šiauliai
L'aéroport international de Šiauliai (code IATA : SQQ • code OACI : EYSA), est un aéroport situé à Šiauliai, en Lituanie.

## Historique

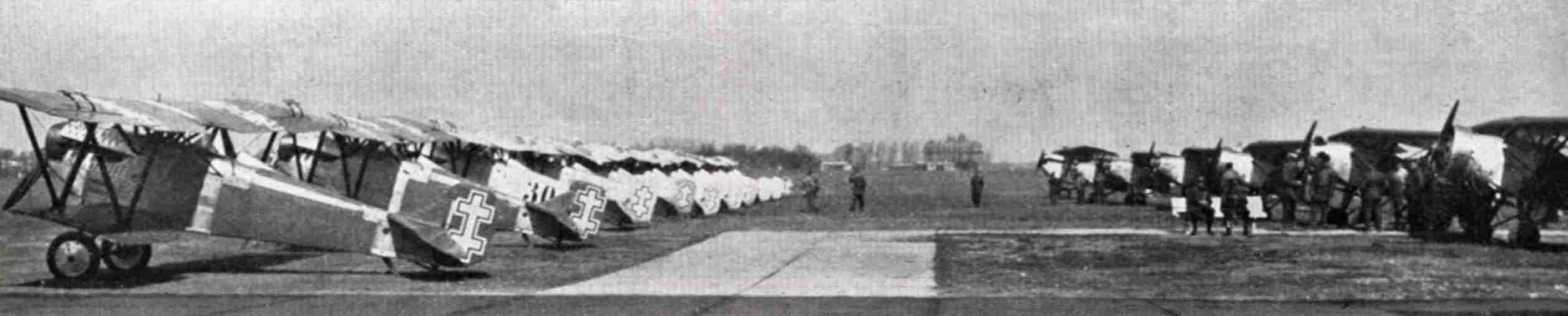
Avions de l'Air Force à Zokniai en 1937.

La base fut créée en 1916 pour l'usage des Zeppelins allemands, ensuite l'aviation lituanienne l'utilise pendant l'entre deux guerres sous le nom de Zokniai. C'est en 1943 que les allemands firent la première piste en béton. La base est ensuite utilisée par les soviétiques et comme base pour les bombardiers stratégiques Miassichtchev M-4.

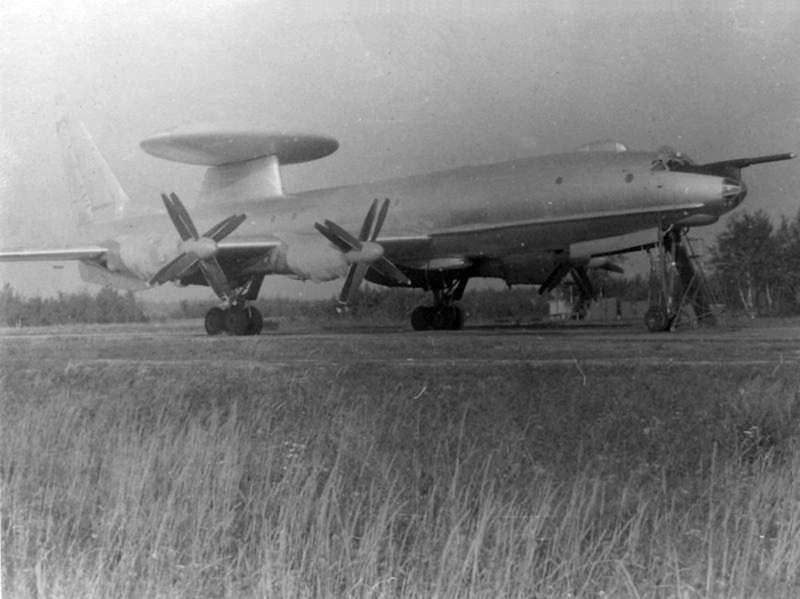
Tupolev Tu-126 soviétique, circa 1977.

Elle est actuellement utilisée dans le cadre de Baltic Air Policing.

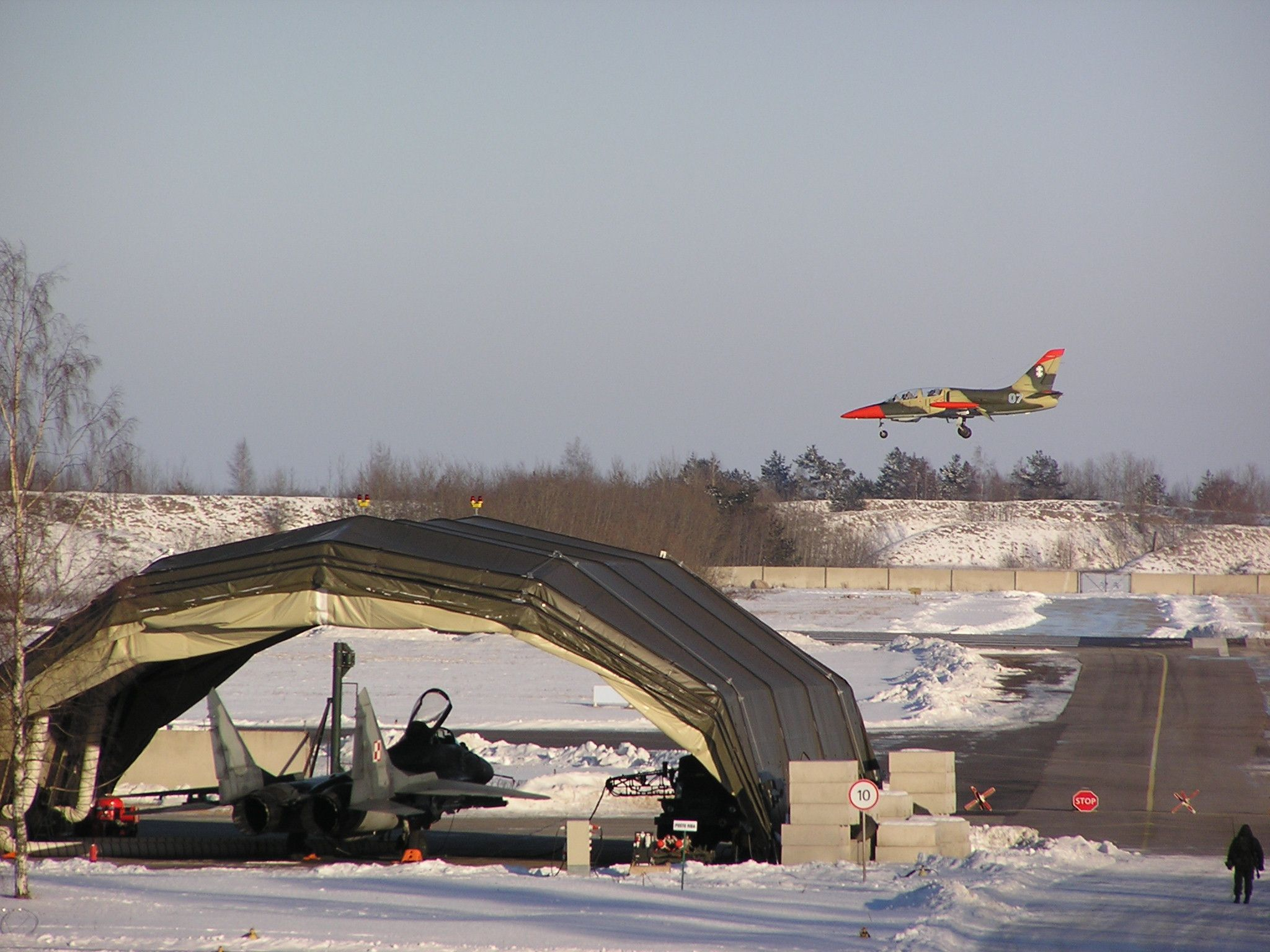
Baltic Air Policing : en janvier 2006 un Aero L-39 lituanien et un Mig-29 polonais.
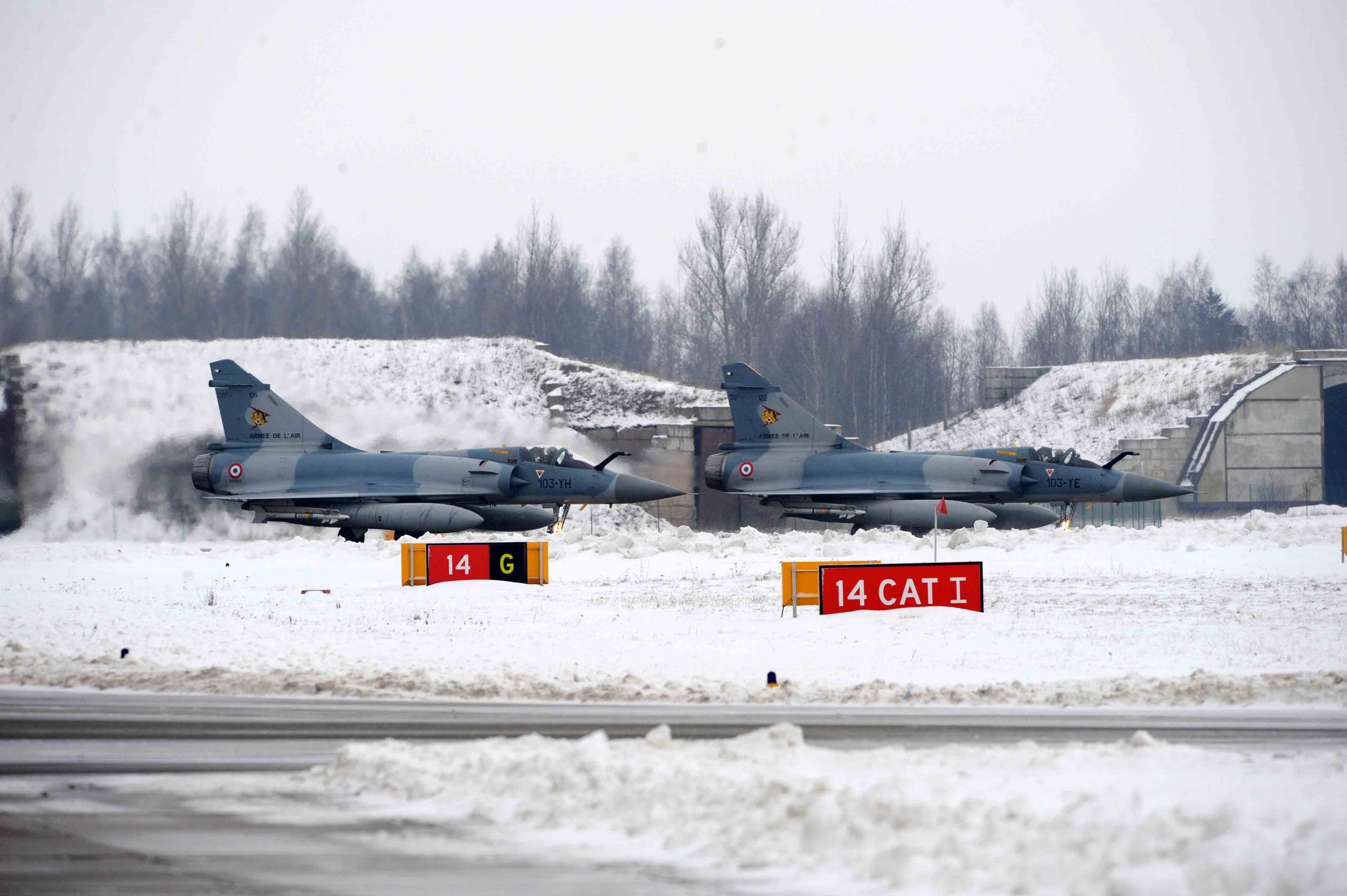
Mirage 2000 français en janvier 2010.

## Situation
| Vilnius Šiauliai Palanga Kaunas |